# Hluk
Hluk (niem. Hulken) – miasto w Czechach, w kraju zlinskim, w powiecie Uherské Hradiště. Według danych z 31 grudnia 2003 powierzchnia miasta wynosiła 2 839 ha, a liczba jego mieszkańców 4 424 osób.
Odbywa się tu Pochód Królów.

## Demografia
| Rok             | 1970  | 1980  | 1991  | 2001  | 2003  |
| --------------- | ----- | ----- | ----- | ----- | ----- |
| Liczba ludności | 3 803 | 4 293 | 4 362 | 4 360 | 4 424 |

Źródło: Czeski Urząd Statystyczny